# NKU足球場
NKU足球場是一座位於肯塔基州海藍德海特的足球專用體育場。本體育場是北肯塔基挪威人男女足球隊和MLS Next ProFC辛辛那提二隊的主場。